# Galdakao
Galdakao är en kommun i Spanien. Den ligger i Biscayaprovinsen i den autonoma regionen Baskien i norra delen av landet, 300 km norr om huvudstaden Madrid. Antalet invånare är 24 774 (2024). Arean är 31,47 kvadratkilometer. Galdakao gränsar till Bilbao, Zamudio, Lezama, Larrabetzu, Amorebieta, Lemoa, Bedia, Zeberio, Zaratamo, Basauri och Etxebarri. 